# Absolution - Storia criminale
Absolution - Storia criminale (Absolution) è un film del 2024 diretto da Hans Petter Moland, con protagonista Liam Neeson.

## Trama
Un gangster di nome Thug ormai in là con gli anni che, dopo aver scoperto di avere seri problemi di salute, decide di tagliare i ponti con la malavita per "riconnettersi con gli affetti e la famiglia" che ha sempre trascurato.
L'uomo ricompare, dunque, nella vita di sua figlia Daisy, scoprendo che quest'ultima è una madre single che cresce con non poche difficoltà e un lavoro discutibile come ballerina lap dance i suoi due figli. Il vecchio gangster scopre che l'altro suo figlio, di cui ha sempre saputo poco, è morto di overdose.
In questo quadro opprimente, in cui lui stesso si trova a dover fare i conti con una malattia che gli confonde i ricordi, il protagonista si ritrova ancora ad essere "l'uomo del boss locale" che ha passato le attività criminali della città di Boston al suo giovane figlio.

## Distribuzione
Il film è stato distribuito nelle sale nordamericane dal 1º novembre 2024.

## Accoglienza
Il film ha incassato poco più di 3,9 milioni di dollari.